# Ванкувер (остров)
Ванку́вер (англ. Vancouver Island) — остров в Северной Америке, расположенный на западном побережье Канады в провинции Британская Колумбия. Крупнейший остров на западном побережье Северной Америки, входящий в число 50 островов мира с наибольшей площадью. Место расположения столицы Британской Колумбии — города Виктория.

## География

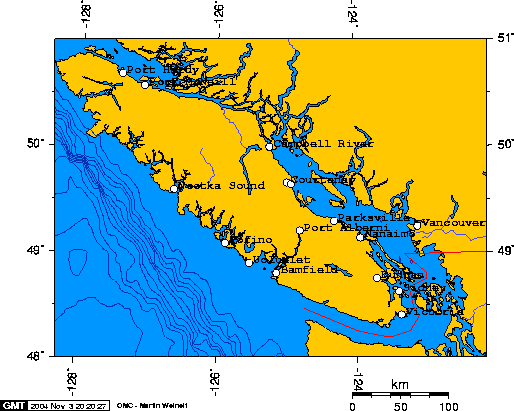
Карта острова

Вытянутый с северо-запада на юго-восток остров расположен у юго-западной части континентального побережья Британской Колумбии, протянувшись параллельно береговой линии. От канадского побережья его отделяют проливы Королевы Шарлотты, Джонстона и Джорджии, а от штата Вашингтон (США) на юге — пролив Хуан-де-Фука.
Ванкувер — крупнейший остров у Тихоокеанского побережья Северной Америки и входит в число 50 островов мира с наибольшей площадью. Его длина составляет около 460 км, ширина — от 50 до 120 км. Из островов Канады Ванкувер является 11-м по величине. Площадь острова — 31 285 км² (что примерно соответствует площади Бельгии), протяжённость береговой линии — 3226 км.
Береговая линия сильно изрезана, особенно вдоль западного побережья, где имеются несколько фьордоподобных заливов, наиболее длинные из которых — Альберни и Мучалат. Ванкувер представляет собой находящуюся на поверхности часть подземного горного хребта. Поверхность острова в основном гористая, с глубокими долинами. Высочайшие вершины — Голден-Хайнд (высота (2200 м), Элкхорн (2195 м), Колонел-Фостер (2135 м) и Виктория (2163 м). Центральную высокую часть почти непрерывным кольцом окружают прибрежные низменности, особенно широкие на севере и востоке острова, где они образуют часть берегового жёлоба, тянущегося от юго-востока Аляски до впадины Пьюджет в штате Вашингтон.
На территории острова расположено множество пресноводных озёр, крупнейшие из которых — Нимпкиш, Ковичан, Баттл, Спроут, Грейт-Сентрал и Кэмпбелл. Господствующей речной системы нет, но по горным долинам текут в море многочисленные реки, часто заканчивающиеся широкими дельтами и эстуариями. У рек, впадающих в океан на западе, часто узкие долины с высокими стенами.

## Климат и природа

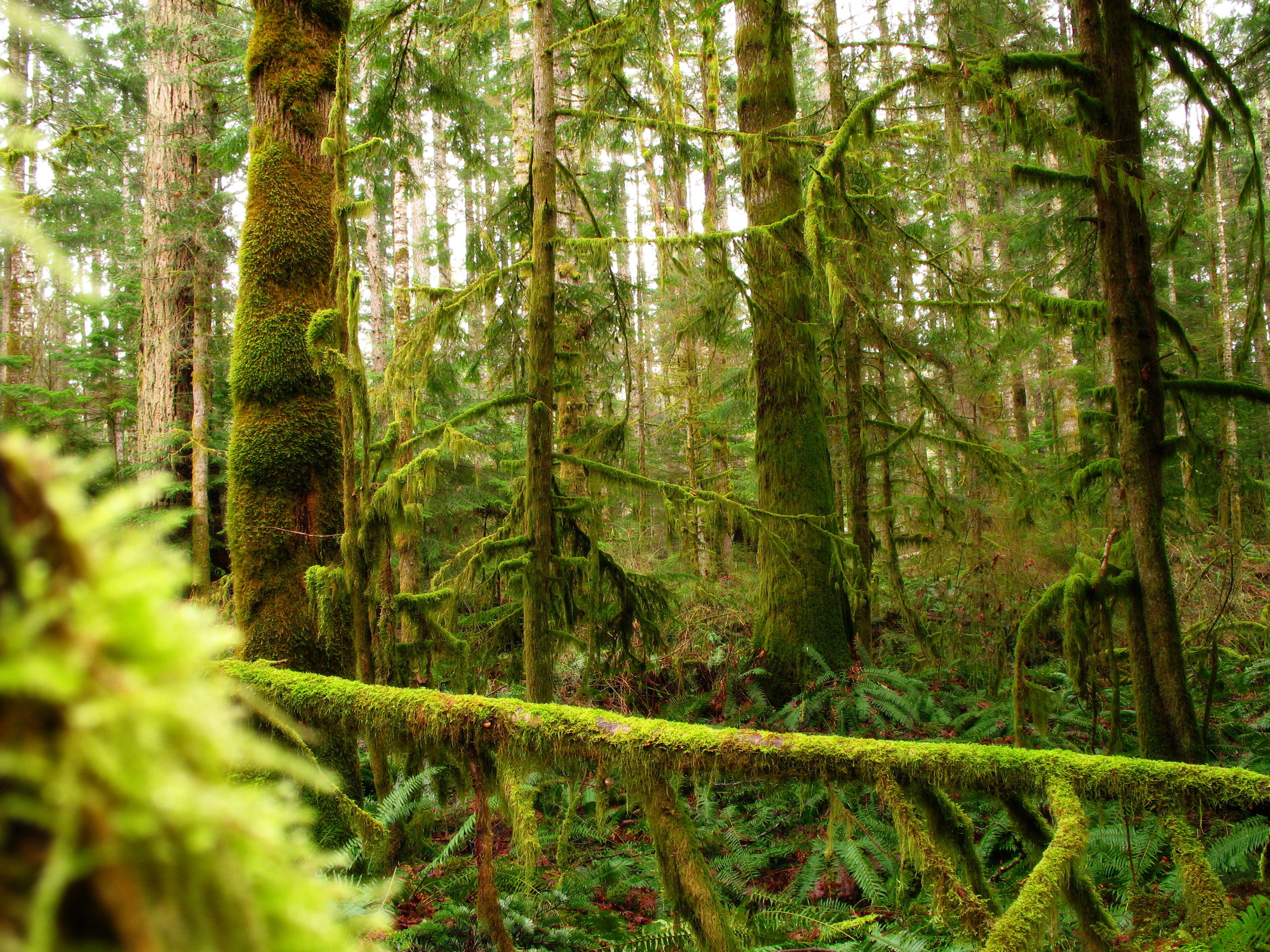
Лес в западной части острова

Климат острова умеренно-мягкий, но влажный, особенно на западном побережье. Объём осадков на западных отрогах гор доходит до 3000 мм в год, снижаясь до 800 мм в год в юго-восточной части прибрежной низменности Нанаймо. Бо́льшая часть осадков выпадает в зимние месяцы в виде дождя. Нижний предел температуры в январе −0,1 °C, верхний 5,9 °C, нижний предел в июле — 10,9 °C, верхний — 21,9 °C. Перепад средних температур между западным и восточным побережьем острова составляет 4 °C; если на востоке температура поднимается выше 20 °C 80 дней в году, то на западе только 30. С другой стороны, зимой температуры ниже на внутреннем побережье.

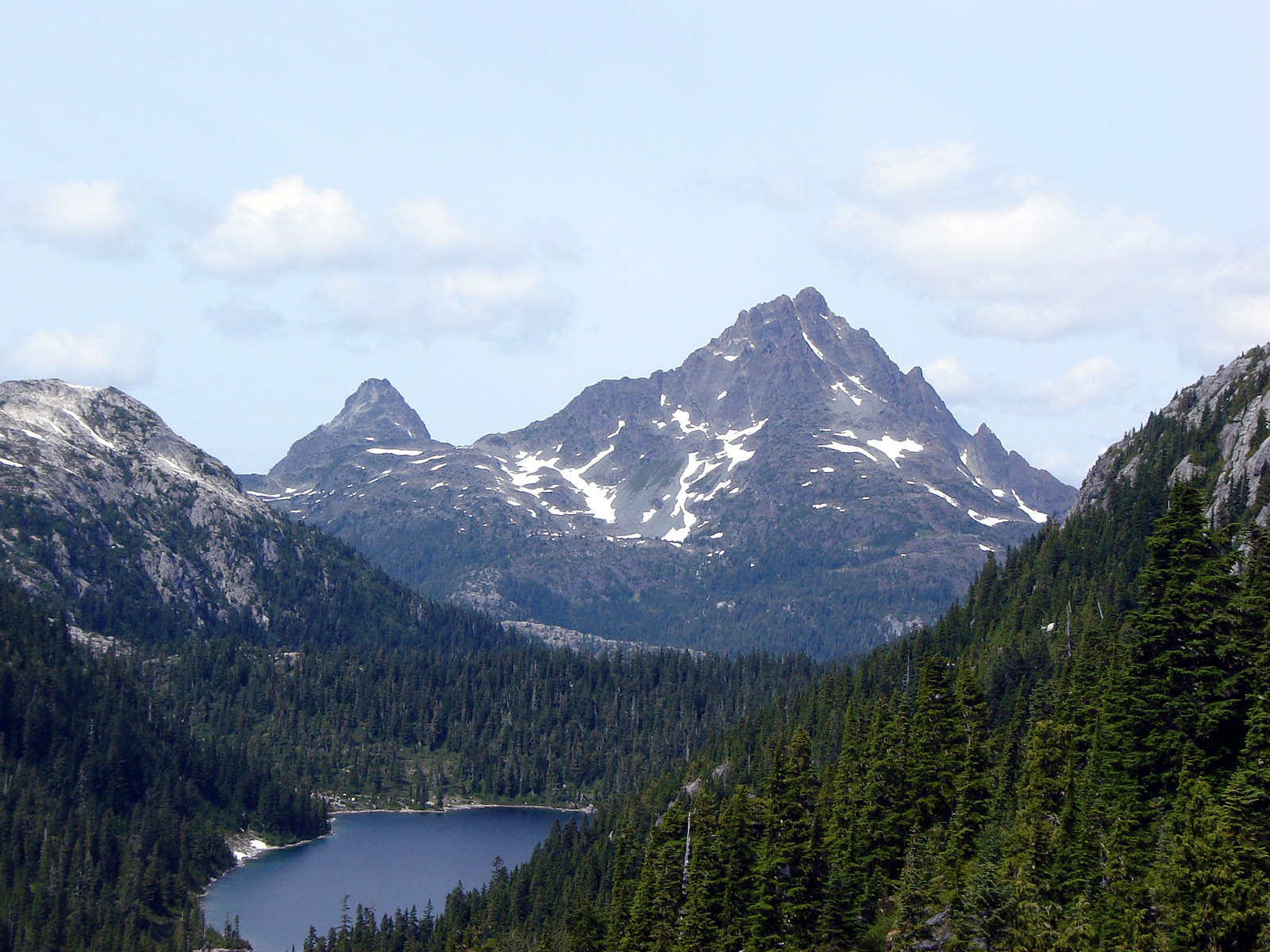
горы на острове

Разница в климатических условиях на западе и востоке острова отражается и на преобладающих типах растительности. Для западной части Ванкувера характерны густые хвойные леса, где преобладают такие деревья как туя складчатая, тсуга западная и ель ситхинская, предпочитающие прохладный и влажный климат. Ближе ко внутреннему побережью их сменяют более разрежённые леса, состоящие из пород, предпочитающих более сухие условия. Среди них земляничное дерево Менциса, дугласова пихта и дуб Quercus garryana. Тёплый умеренный климат юго-восточной части острова предоставляет богатые возможности для садоводства, и вокруг города Виктория — столицы Британской Колумбии — существуют многочисленные регулярные парки. В целом из 2700 видов растений, встречающихся в Британской Колумбии, более 1600 известны и на острове Ванкувер, причём 150 из них не встречаются в континентальной части провинции. Среди растений острова Ванкувер нет эндемиков, но два вида — Limnanthes macounii и череда Bidens amplissima — почти эндемичны, мало где встречаясь за его пределами.

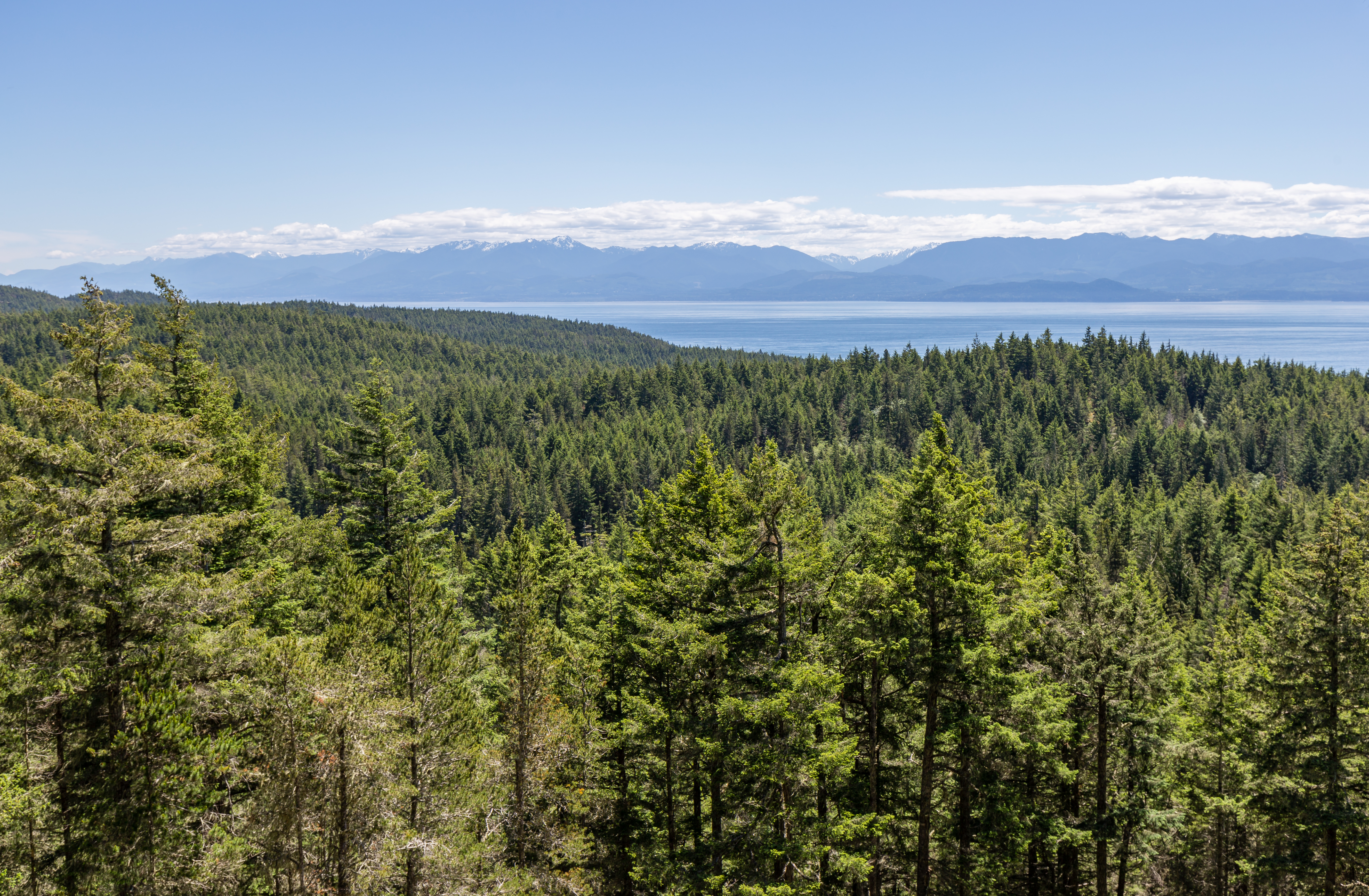
Леса и горы Ванкувера

В связи с интенсивной вырубкой леса для деревообрабатывающей промышленности на острове почти не осталось девственных лесов, которые сменяют контролируемые лесопосадки, предназначенные для дальнейшей вырубки. Участки девственного леса сохранились на территории занимающих 6 % территории острова природоохранных зон (таких, как имеющий статус провинциального парка полуостров Брукс в северо-западной части Ванкувера), на берегах бухт и заливов и до некоторой степени — на дне горных долин. На Западном побережье, в долине Карма́на (Carmanah Valley), находится самое большое в Канаде дерево — ситхинская ель высотой 95 метров. Эти ели обычно достигают высоты 30-50 метров, но благодаря исключительно влажному климату они и другие хвойные деревья превосходят все типичные размеры.

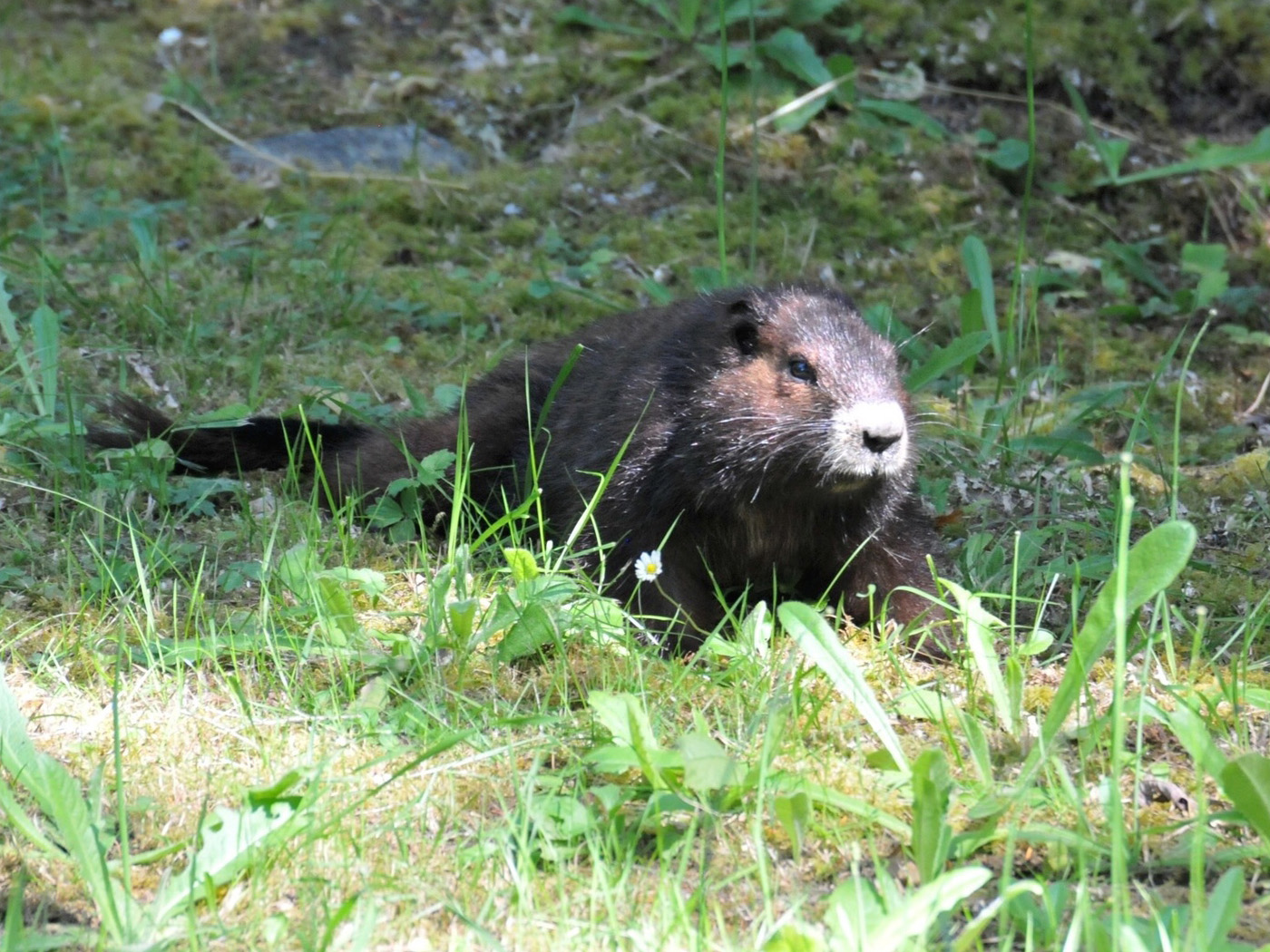
Ванкуверский сурок

Животный мир острова мало отличается от существующего на континенте. Тем не менее на Ванкувере обитает один эндемичный вид млекопитающих — крупный (масса тела до 7 кг) ванкуверский сурок, близкородственный другому виду с ограниченным ареалом — олимпикскому сурку из близлежащего штата Вашингтон. На лесистых берегах бухт острова селится редкая в других местах морская птица — длинноклювый пыжик. На побережье Ванкувера гнездятся также другие чистиковые, чайки и бакланы, часто встречается белоголовый орлан. В море вокруг острова зафиксированы десять видов китов, дельфинов, морских львов и тюленей.
На острове происходит подавляющее большинство регистрируемых нападений пум на людей в Канаде и США. Это связано с тем, что Ванкувер с одной стороны довольно плотно заселён людьми, а с другой, его девственная часть и окрестности городских кварталов являются домом для большой популяции пум.
Природоохранные зоны на острове включают три отдельных части национального парка Пасифик-Рим на западном побережье (общая площадь 500 км²), провинциальный парк Страткона в центральной части (площадь 2193 км²) и провинциальный парк Кейп-Скотт на северо-западной оконечности острова (151 км²), а также Провинциальный парк Макмиллана.

## История
В последнюю ледниковую эпоху северо-западная часть острова оставалась свободной от ледников. По мере отступления ледника началось быстрое проникновение на юг вдоль западного побережья Северной Америки первых человеческих племён, пришедших в Америку из Азии по перешейку Берингия. Это привело к тому, что плодородное побережье острова было заселено людьми уже 12 тысяч лет назад.
Первыми поселенцами острова Ванкувер были индейцы Северо-западного побережья: народы квакиутл, нутка и представители прибрежных салишей. Квакиутл расселились в северной части острова, нутка — в западной, а салиши заняли обширные территории в южной части.

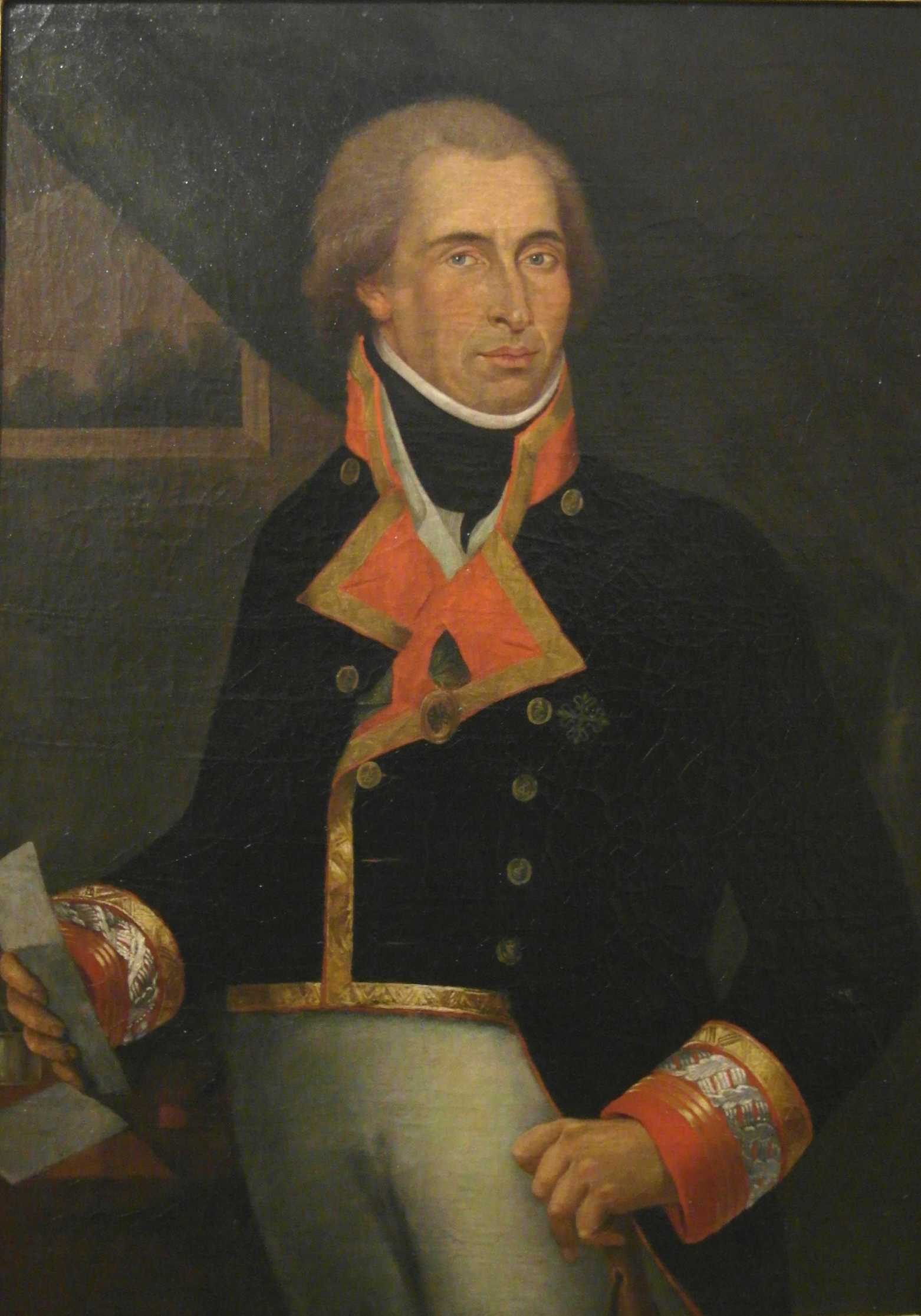
Дионисио Алкала Гальяно — первый европеец, проплывший вокруг острова Ванкувер

К моменту прибытия в регион первых европейцев у индейских народов острова сформировались развитые общественные отношения со сложной структурой. Как правило, индейские поселения, здания которых возводились из кедровых брёвен, строились в защищённых бухтах или на реках на небольшом расстоянии от моря вверх по течению. Во время охотничьего сезона племена кочевали по своей, строго ограниченной, территории. К началу XIX века численность коренного населения острова составляла примерно 15 000 человек. Между племенами шла постоянная борьба за территорию и природные ресурсы, которую европейское оружие сделало ещё более кровопролитной.
Европейцы начали проявлять интерес к Ванкуверу в 1774 году, когда испанцы, опасаясь проникновения на эти территории русских, снарядили несколько экспедиций. В 1778 году на западном побережье острова высадился британский капитан Джеймс Кук. Примерно в это же время здесь появилось первое здание, построенное торговцем мехами, которое просуществовало до конца 1788 года.
В 1789 году Эстебан Хосе Мартинес Фернандес основал на острове испанское поселение, укреплённое артиллерийской батареей. Испанцы начали захват британских кораблей, что поставило две державы на грань войны. Спор разрешился в 1790 году, а в 1792, в соответствии с заключёнными соглашениями, состоялась встреча между британцем Джорджем Ванкувером и испанцем Хуаном Франсиско де ла Бодега-и-Куадра. Возникшие в процессе переговоров разногласия разрешить не удалось, но встреча прошла в дружеской обстановке, и было решено назвать новую землю «остров Ванкувер и Куадра». В XIX веке влияние Испании в регионе было окончательно утрачено, а остров получил современное наименование. В том же 1789 году испанский мореплаватель Дионисио Алькала Гальяно первым из европейцев совершил плавание вокруг острова.
В 1843 году Компания Гудзонова залива направила на Ванкувер Дугласа Джеймса с целью создания на острове форта и фактории. Результатом стало появление первого постоянного британского поселения — Форт-Камосака, позднее переименованного в Форт-Виктория. В 1846 по договору между США и Великобританией весь остров Ванкувер был признан британской территорией. Хотя согласно договору официальной границей между США и британскими владениями в Северной Америке становилась 49-я параллель северной широты, для того, чтобы Британия сохранила весь остров Ванкувер и южные острова залива, было решено, что граница пройдёт к югу от этого района. В 1849 году остров Ванкувер получил статус британской колонии.
До конца 1850-х годов происходил медленный рост европейского населения, сопровождавшийся постепенным снижением числа коренных обитателей из-за войн и занесённых европейцами болезней (к 1881 году число индейцев на Ванкувере упало до 5600 человек). Рост населения ускорился, когда на Ванкувере нашли золото и уголь. Большой приток поселенцев был вызван золотой лихорадкой, а позже многие старатели, разочаровавшись в перспективе быстро разбогатеть, остались на острове в качестве фермеров и шахтёров. Помимо Виктории, ранними центрами заселения стали плодородные долины Ковичан и Куртне-Комокс, а в 1860-е годы началось развитие лесозаготовительной и деревообрабатывающей отрасли.
Первое законодательное собрание острова было сформировано в 1856 году. Значимость колонии постепенно утрачивалась, и в 1866 году она вошла в состав Британской Колумбии, в свою очередь в 1871 году ставшей провинцией суверенной Канады.
В 1886 году начала работу железная дорога Эскимо и Нанаймо, благодаря которой лесозаготовители и горнодобывающие предприятия проникли в новые для себя районы острова. Это в свою очередь привело к стремительному росту населения, достигшего к 1900 году 51 тысячи человек. Этот рост замедлился в 1920-е годы из-за нехватки пахотных земель и постепенного истощения угольных месторождений.

## Население

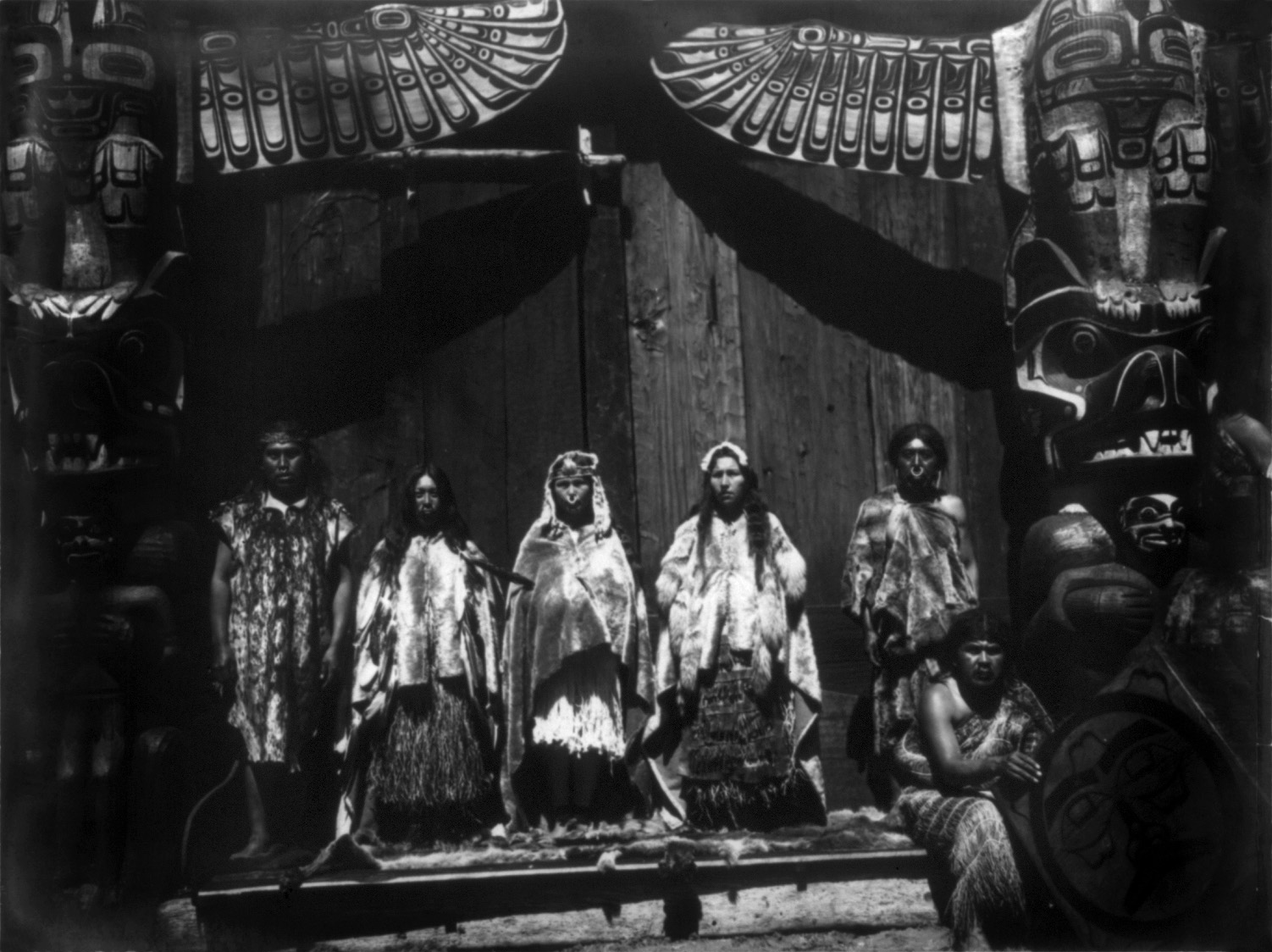
Индейцы народа квакиутл — коренное население острова

Из островов Канады Ванкувер уступает по населению только острову Монреаль и значительно опережает Ньюфаундленд. 
Согласно данным переписи населения 2016 года, население острова Ванкувер приближалось к 800 тысячам (официальное число жителей — 799 400, что включало в себя несколько тысяч жителей небольших населённых пунктов региона Саншайн-Кост, расположенного на континенте по другую сторону пролива Джорджии). В 2019 году население острова составило 870 297 человек. Почти половина этого населения (401 700 человек) проживают в столичном районе Большая Виктория.
Медианный возраст жителей достигал 47,8 года, 23,3 % населения составляли люди пенсионного возраста (65 лет и старше), 13,5 % — дети и подростки в возрасте до 14 лет включительно. 
Около 5 % населения острова — представители коренных народов Америки, как например представители народа квакиутл. 
В общей сложности, почти 80 % населения острова составляют городские жители. Крупнейшим городом является Виктория, столица Британской Колумбии, расположенная на юго-восточной оконечности острова. Кроме Виктории, к числу крупнейших по населению городов относятся Нанаймо, Кэмпбелл-Ривер, Норт-Ковичан Кортни, Порт-Алберни, Данкан и Порт-Харди.

## Экономика

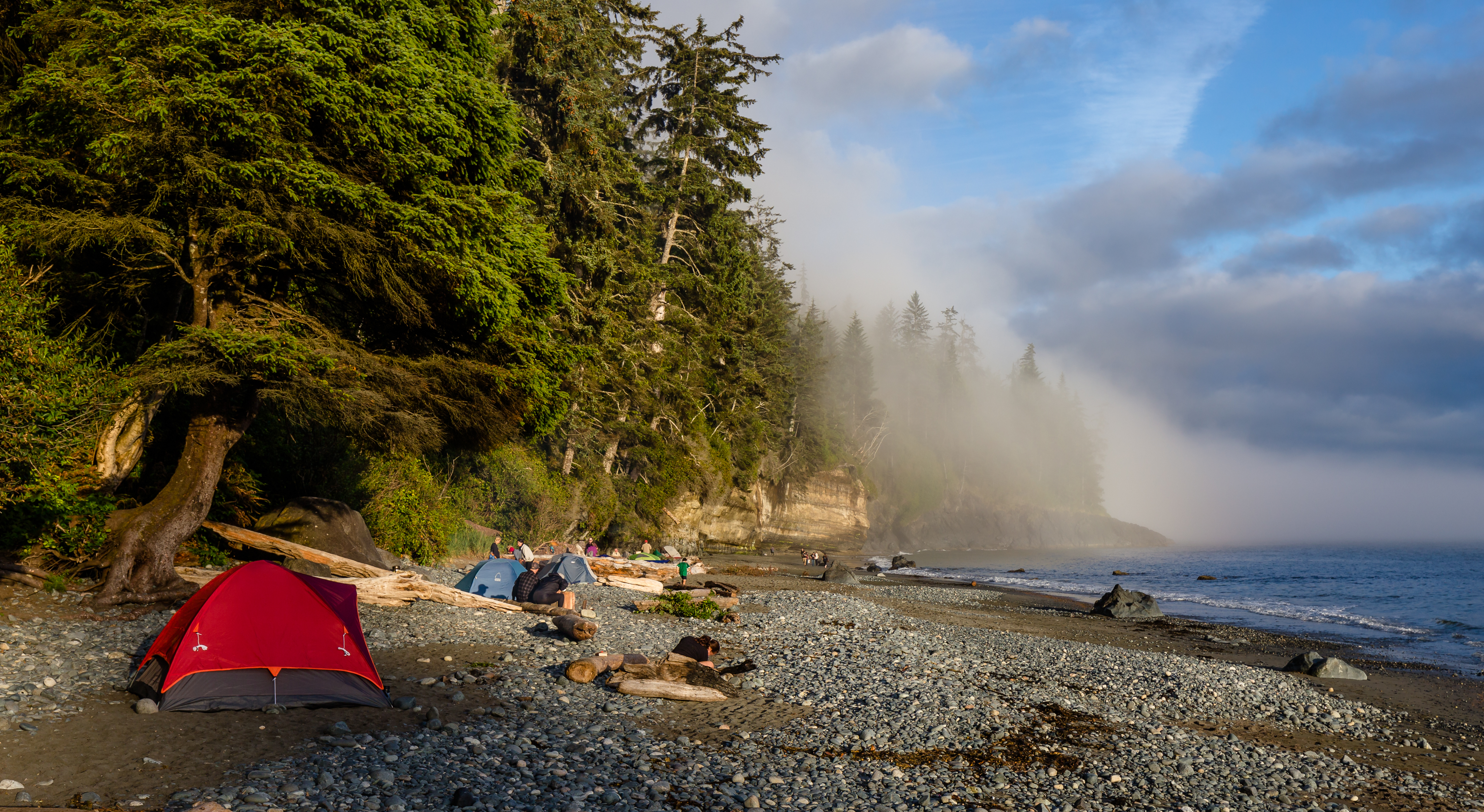
Стоянка туристов на побережье острова

Валовой внутренний продукт острова Ванкувер составляет около 14 % от общего валового внутреннего продукта Британской Колумбии, что в 2018 году равнялось примерно 37 млрд долларов. Экономика острова, как и всей провинции, в огромной степени определяется природными ресурсами. На первом месте по этой причине стоит переработка и экспорт хвойной древесины (в первую очередь это касается севера и запада острова), также большое значение имеют рыболовство и разведение в садках лосося, сельское хозяйство и развивающееся в последние годы виноградарство. В последние десятилетия получают развитие новые отрасли хозяйства — экономика туризма и развлечений, предприятия высоких технологий и малые производства.